# Юозас Каросас
Юозас Юргіо Каросас (лит. Juozas Jurgio Karosas; 4 липня (16 липня) 1890, с. Спрагуйчо, Вількомирський повіт, Ковенська губернія, Російська імперія, сьогодні Анікщяйський район, Литва — 6 червня 1981, Вільнюс, Литовська РСР, сьогодні Литва) — литовський композитор, диригент, органіст і педагог.

## Біографія
У 1912 році брав уроки у Юозаса Груодіса. У 1915 році співав у хорі Юрія Агренєва-Слов'янського (Москва). У 1927 році закінчив Ризьку консерваторію у Язепса Вітолса (композиція), Петеріса Йозууса (орган) і Еміля Купера (диригування). До 1930 року — хормейстер і органіст в Ризі. У 1930—1937 роках — диригент симфонічного оркестру радіо і хору товариства «Дайна» (Каунас). У 1937—1939 роках — директор музичного училища в Клайпеді, в 1939—1945 роках — директор музичного училища в Шяуляї, в 1945—1956 роках — директор і викладач Клайпедського музичного училища і Клайпедського педагогічного інституту. З 1956 року — викладач Литовської консерваторії (Вільнюс), з 1965 року — доцент, а з 1977 року — професор. З 1950 року — один з головних диригентів республіканських свят пісень. Виступав в періодичній пресі з питань музики. Займався обробкою литовських народних пісень.

## Пам'ять
- Його ім'я носить музична школа в Клайпеді.
- В садибі, де народився композитор, влаштований музей.

## Твори
- ораторія «Праця і світ» (1950)
- ораторія «Здобута свобода» (на вірші Едуардаса Межелайтіса, 1961)
- кантата «Вінок Іллічу» (на вірші Стасіса Жлібінаса, 1969)
- балада Визволителям (на вірші Бронюса Мацкявичюса, 1967)
- вокально-симфонічна поема «Балада про визволителів» (1967)
- «Литовська рапсодія» (1936)
- симфонічна увертюра «До роботи» (1937)
- симфонічна сюїта з 6 литовських народних танців (1945)
- симфонічна сюїта «Букет квітів» (1949)
- «Увертюра до 30-річчя Жовтневої революції» (1947)
- симфонічна поема з хором «За мир» (1950)
- симфонічна поема «Саломея Неріс» (1958)
- симфонічна поема «Святковий Вільнюс» (1970)
- «Ода Великому Жовтню» (1967)
- симфонія № 1 (1949)
- симфонія № 2 (1954)
- концерт для фортепіано з оркестром (1947)
- 3 концерти для скрипки з оркестром (1947, 1969, 1971)
- 2 концерти для віолончелі з оркестром (1948, 1964)
- концерт для альта і струнного оркестру (1963)
- «Рапсодія-поема» (1957)
- «Сюїта з литовських народних пісень» для струнного оркестру (1940)
- 2 увертюри для духового оркестру (1966, 1968)

## Літературні твори
- Дорогою звуків. — Каунас, 1937. (лит.)
- Пройдений шлях. — Вільнюс, 1976. (лит.)

## Нагороди
- 1954 — Орден «Знак Пошани»
- 1960 — Народний артист Литовської РСР
- 1972 — Державна премія Литовської РСР
- 1980, 15 липня — Орден Дружби народів[2]